# 末広町 (瀬戸市)
末広町（すえひろちょう）は、愛知県瀬戸市深川連区の町名。現行行政地名は末広町1丁目から3丁目。

## 地理
- 瀬戸市の中央部に位置する[8]。西を蔵所町、北を栄町・深川町・薬師町、東を陶生町・西郷町、南を蛭子町・南仲之切町と隣接している[8]。
- 末広町商店街として各種の小売店舗や専門店・飲食店が建ち並び、市内最初のアーケードがある[8]。
- 西部に消防署東分署があった[8]が、1989年（平成元年）に品野町に移転した[9]。
- 1・2丁目の間に都市公園の宮川モールが整備されている[8]。

- 宮川モール

### 河川
- 瀬戸川[8] ： 町の北端、深川町・栄町との町境を西流している。
- 一里塚川（瀬戸川支流） ： 町の南部を西流し、町の北西部で瀬戸川に注ぎ込んでいる。

- 瀬戸川（末広町・栄町境）
- 一里塚川（末広町内）
- 瀬戸川と一里塚川の合流点

### 学区
市立小・中学校に通う場合、学区は以下の通りとなる。また、公立高等学校普通科に通う場合の学区は以下の通りとなる。
| 町丁・丁目  | 番・番地等 | 小学校                 | 中学校                 | 高等学校 |
| ----------- | ---------- | ---------------------- | ---------------------- | -------- |
| 末広町1丁目 | 全域       | 瀬戸市立にじの丘小学校 | 瀬戸市立にじの丘中学校 | 尾張学区 |
| 末広町2丁目 | 全域       | 瀬戸市立にじの丘小学校 | 瀬戸市立にじの丘中学校 | 尾張学区 |
| 末広町3丁目 | 全域       | 瀬戸市立にじの丘小学校 | 瀬戸市立にじの丘中学校 | 尾張学区 |

## 歴史

### 町名の由来
この地は始め新地といっていたが、7軒あれば町名ができるということで、松千代館の祖父等の七軒で末広町と命名したといわれている。

### 沿革
- 1942年（昭和17年）1月9日 - 瀬戸市大字瀬戸字薬師の一部により、同市末広町として成立[2]。

## 世帯数と人口
2025年（令和7年）2月1日現在の世帯数と人口は以下の通りである。
| 町丁・丁目  | 世帯数 | 人口  |
| ----------- | ------ | ----- |
| 末広町1丁目 | 14世帯 | 25人  |
| 末広町2丁目 | 44世帯 | 90人  |
| 末広町3丁目 | 25世帯 | 44人  |
| 計          | 83世帯 | 159人 |

### 人口の変遷
国勢調査による人口の推移
| 1995年（平成7年）  | 281人 | [ 13 ] |  |
| 2000年（平成12年） | 299人 | [ 14 ] |  |
| 2005年（平成17年） | 262人 | [ 15 ] |  |
| 2010年（平成22年） | 246人 | [ 16 ] |  |
| 2015年（平成27年） | 202人 | [ 17 ] |  |
| 2020年（令和2年）  | 155人 | [ 18 ] |  |

### 世帯数の変遷
国勢調査による世帯数の推移。
| 1995年（平成7年）  | 97世帯  | [ 13 ] |  |
| 2000年（平成12年） | 102世帯 | [ 14 ] |  |
| 2005年（平成17年） | 98世帯  | [ 15 ] |  |
| 2010年（平成22年） | 95世帯  | [ 16 ] |  |
| 2015年（平成27年） | 86世帯  | [ 17 ] |  |
| 2020年（令和2年）  | 75世帯  | [ 18 ] |  |

## 交通

### 鉄道
町内に鉄道は走っていない。最寄り駅は名鉄瀬戸線尾張瀬戸駅になる。

### バス
名鉄バス「しなの線（瀬戸北線）」
- 【1】【1H】【2】【2H】【3】【4】新瀬戸駅 - 瀬戸駅前 - 古瀬戸 - しなのバスセンター - 上品野 系統

名鉄バス「本地ヶ原線」
- 【10】瀬戸駅前 - 古瀬戸 - 赤津

名鉄バス「東山線」
- 【16】【16H】【17H】新瀬戸駅 - 瀬戸駅前 - 菱野団地（循環） - 瀬戸駅前 - 新瀬戸駅 系統
- 【18】瀬戸駅前 - 菱野団地 - 愛・地球博記念公園駅

以上の3路線11系統が走っているが、町内にバス停はない。最寄りのバス停は、 記念橋バス停・瀬戸宮前バス停になる。

### 道路
- 国道248号・国道363号（重複区間） ： 町の北部を東西に通っており、北西部の記念橋で南北に折れる[注釈 3]。
- 愛知県道207号定光寺山脇線 ： 町の北西部の記念橋から瀬戸川沿いに通っている[注釈 3]。

- 国道248・363号標識（記念橋南交差点東）
- 愛知県道207号標識（記念橋南交差点）

## 施設
- 瀬戸警察署 記念橋交番 ： 瀬戸市内にある7つの交番のうちの1つ。旧・蔵所交番、駅前交番、陶生交番を統合してつくられた。
- せとまちツクリテセンター ： ものづくりの活動を行う「ツクリテ」さんを支援する拠点施設[19]。旧・蔵所交番を移設し、かつては観光協会事務所として使われていた[20]。
- 旧・瀬戸記念橋駅 ： 1930年（昭和5年）に日本初の省営バス路線として開業した岡多線の駅として設置[21]。2005年（平成17年）に駅施設廃止。現在は、「省営バス発祥の地」の碑が残っている。
- 旧・中央劇場・ロマン中央 ： 1982年（昭和57年）開館の映画館[22]。1993年（平成5年）の閉館後も建物や看板が残っている[23]。
- 瀬戸ノベルティ倶楽部 ： 瀬戸ノベルティの魅力を発信している市民活動団体「瀬戸ノベルティ文化保存研究会」が運営。かわいい製品や貴重な資料を多数収拾展示[24]。
- 京美 ： 和風小物・雑貨の専門店。末広町商店街にある呉服屋が支店としてオープン[25]。
- 橋角屋 ： 創業100年以上の伝統がある呉服屋。常時500点以上の充実の品ぞろえが自慢[26]。
- 山内時計店 ： 創業100年を超え地元に根付いた時計店。時計の他に眼鏡や貴金属も取り扱っている[27]。
- 春広堂書店 ： 雑誌や専門誌、文庫など様々なジャンルの書籍が並ぶ。やきもの関連の書籍も充実[28]。
- なごみ茶屋まるこ ： 末広町商店街内の果物屋が手掛ける喫茶店。店内はナチュラルウッド調[29]。
- 菜食ダイニング 様時 ： 肉、魚、卵、乳などの動物性原料を使用しないヴィーガンスタイルのレストラン。旬の野菜でつくるヘルシーな多国籍料理を、美しい瀬戸焼と共に[30]。
- Art space & Cafe Barrack ： 商店街の一角にある空きビルをセルフリノベーション。美術家2人で運営し、アートに触れながら食事やカフェタイムを楽しめる[31]。
- 喫茶 サウサリート ： 「瀬戸のものを活かしたい」という店主の想いから始めた喫茶店。コーヒーや紅茶、ケーキの器まで瀬戸焼で提供[32]。
- 喫茶NISSIN ： 末広町商店街で長年愛されている喫茶店。日替わりのケーキは店主が手作りしている[33]。
- MUMU SOBA ： ちょい飲みも楽しめる立ち食いそばの店[34]。肉そばや角煮そばなど、ボリューム満点のそばが楽しめる[34]。
- meguru diverse dining ： 手作りにこだわった、弁当ケータリングの店[35]。
- 瀬戸くらし研究所 ： 築50年の元ブティックを改修した複合まちづくり拠点[36]。コンセプトは「私の妄想発酵、街の賑い醸造」[36]。
- moriyaヨガ ： 定員5名の小さいレトロなヨガスタジオ[37]。
- ちぇ・ろっく ： 店主のもったいないを無くしたいと思いを元に、SDGsに特化した店づくりをしている[38]。
- Amélie ： 雑貨からインドアプランツ・ペットの店[39]。
- わたり工房 ： 瀬戸市の間伐材を使ったものづくり「せともりプロジェクト」に取り組んでいる[40]。

- 瀬戸警察署 記念橋交番
- せとまちツクリテセンター
- 在りし日の瀬戸記念橋駅
- 「省営バス発祥の地」の碑
- 旧・中央劇場・ロマン中央
- 瀬戸ノベルティ倶楽部
- 京美
- 橋角屋
- 山内時計店
- 春広堂書店
- なごみ茶屋まるこ
- 菜食ダイニング 様時
- Art space & Cafe Barrack
- 喫茶 サウサリート
- 喫茶NISSIN
- MUMU SOBA
- meguru diverse dining
- 瀬戸くらし研究所
- moriyaヨガ
- ちぇ・ろっく
- Amélie
- わたり工房

## その他

### 日本郵便
- 郵便番号 : 489-0814[6]（集配局：瀬戸郵便局[41]）。